# Volo Precision Air 494
Il volo Precision Air 494 (PW494) è stato un collegamento di linea passeggeri interno alla Tanzania, decollato dall'aeroporto internazionale Julius Nyerere all'aeroporto di Bukoba con scalo intermedio all'aeroporto di Mwanza. Il 6 novembre 2022, l'ATR 42-500 che operava il volo è precipitato nel lago Vittoria mentre tentava di atterrare a Bukoba in condizioni di maltempo e scarsa visibilità. Diciannove persone sono rimaste uccise, compresi i due piloti che sono annegati prima che i soccorritori potessero raggiungerli.

## L'aereo
Il velivolo coinvolto nell'incidente era un ATR 42-500 di 12 anni chiamato "Bukoba", con numero di serie 819, registrato come 5H-PWF. Era stato consegnato a Precision Air nell'agosto 2010. L'aereo era spinto da due motori turboelica Pratt & Whitney Canada PW127.

## Passeggeri ed equipaggio
A bordo c'erano 39 passeggeri e 4 membri dell'equipaggio, tra cui un neonato. La maggior parte di essi erano tanzaniani, mentre i media locali hanno dichiarato che almeno due erano kenioti, tra cui il primo ufficiale. Il pilota dell'aereo è stato identificato come il comandante Buruhani Bubaga; il copilota era il primo ufficiale Peter Odhiambo. Delle 43 persone a bordo, 19 sono morte.

## L'incidente
Il volo 494 è decollato da Dar es Salaam intorno alle 06:00 ora dell'Africa orientale e doveva atterrare a Bukoba intorno alle 08:30 dopo uno scalo a Mwanza. Un sopravvissuto ha dichiarato che i piloti avevano dovuto deviare dalla rotta a causa del peggioramento delle condizioni meteorologiche e che l'aereo aveva dovuto volare verso il confine tra Tanzania e Uganda prima di tornare indietro verso Bukoba. Il passeggero ha inoltre dichiarato che durante l'avvicinamento, dopo essere stati informati che sarebbero atterrati a breve, hanno incontrato forti turbolenze e alla fine si sono ritrovati nel lago con l'aereo che iniziava ad imbarcare acqua.
L'aereo è precipitato nel lago Vittoria alle 08:45, a 500 metri dalla pista. I sopravvissuti hanno dichiarato che la parte anteriore dell'aereo si era riempita immediatamente di una grande quantità d'acqua, causando il panico all'interno della cabina. Gli assistenti di volo hanno quindi aperto le uscite di emergenza e i passeggeri hanno iniziato a fuggire dall'aereo che stava affondando. Foto e video diffusi sui social media mostravano l'aereo quasi completamente sommerso, con la sola sezione di coda visibile sopra la linea dell'acqua.
I pescatori locali sono stati i primi ad arrivare sul luogo dell'incidente. Hanno aperto il portellone posteriore rompendolo con un remo, riuscendo a salvare coloro che erano seduti dietro. Entrambi i piloti erano ancora coscienti e vivi, poiché non c'era acqua all'interno della cabina di pilotaggio. Un pescatore ha cercato di rompere i vetri della cabina di pilotaggio con un'ascia, ma è stato avvisato di fermarsi da coloro che erano in comunicazione con i piloti. Ha quindi legato una corda alla porta di emergenza della cabina di pilotaggio e ha cercato di aprirla usando altre barche vicine. La corda si è però spezzata, facendogli perdere i sensi.
I soccorritori sono arrivati sul posto per salvare le persone ancora intrappolate all'interno del velivolo. Secondo Albert Chalamila, amministratore capo della Regione di Kagera, i soccorritori erano in contatto con i piloti nella cabina di pilotaggio e hanno cercato di avvicinare l'aereo alla riva usando corde e gru.

## Le indagini
Durante il servizio funebre delle vittime nello stadio Kaitaba di Kagera, il Primo Ministro Kassim Majaliwa ha ordinato un'inchiesta sull'incidente. L'Autorità per l'aviazione civile della Tanzania (TCAA) sarà coinvolta nell'indagine. Il Bureau d'Enquêtes et d'Analyses pour la sécurité de l'aviation civile (BEA) francese ha confermato che i suoi membri si sarebbero recati in Tanzania per assistere alle indagini. Anche i consulenti tecnici di ATR avrebbero fatto lo stesso.
Nel 2023 la CAA ha pubblicato il rapporto preliminare. In esso si afferma che l'avvicinamento è stato condotto secondo le regole del volo a vista in condizioni di maltempo e che l'equipaggio ha ignorato gli avvisi del sistema EGPWS (Enhanced Ground Proximity Warning System).